# مسنیل-سنت لوران
مسنیل-سنت لوران (انگلیسی: Mesnil-Saint-Laurent) یک کمون در بخش ان (ا-دو-فرانس) (Hauts-de-France) در شمال فرانسه است.